# Adonisea roseitincta
Adonisea roseitincta är en fjärilsart som beskrevs av Harvey 1875. Adonisea roseitincta ingår i släktet Adonisea och familjen nattflyn. Inga underarter finns listade i Catalogue of Life.